# Kasper Villaume

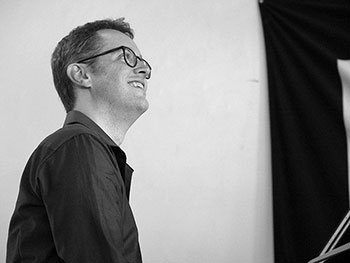
Kasper Villaume
Foto Hreinn Gudlaugsson

Kasper Villaume (* 30. Mai 1974) ist ein dänischer Jazzmusiker (Piano, Komposition).
Villaume studierte am Rytmisk Musikkonservatorium und bei Kenny Werner und Ellis Marsalis. Er arbeitete mit Ed Thigpen, Leroy Jones, Benny Golson, Jimmy Heath, Allan Botschinsky, Danny Moss, Alex Riel, Jesper Lundgaard, Katrine Madsen, Jesper Thilo und Bent Jædig. Villaume leitet eine eigene Band, mit der er auch international tourt und seit 2002 mehrere Alben vorgelegt hat. 2005 wurde er mit einem Django d’Or als „Contemporary Star of Jazz“ ausgezeichnet. Weiterhin ist er auf Produktionen von Jakob Høgsbro, Bob Rockwell, Malene Mortensen, Maiken Ingvordsen, Fredrik Kronkvist und Chris Minh Doky zu hören.